# Котнарі (комуна)
Котнарі (рум. Cotnari) — комуна у повіті Ясси в Румунії. До складу комуни входять такі села (дані про населення за 2002 рік):
- Бахлую (381 особа)
- Валя-Ракулуй (371 особа)
- Зберень (318 осіб)
- Йосупень (178 осіб)
- Киржоая (1799 осіб)
- Котнарі (1706 осіб) — адміністративний центр комуни
- Луперія (382 особи)
- Фегет (257 осіб)
- Ходора (1572 особи)
- Хородіштя (687 осіб)
- Чирешень (297 осіб)

Комуна розташована на відстані 330 км на північ від Бухареста, 53 км на північний захід від Ясс.

## Населення
За даними перепису населення 2002 року у комуні проживали 7948 осіб.
Національний склад населення комуни:
| Національність | Кількість осіб | Відсоток |
| -------------- | -------------- | -------- |
| румуни         | 7908           | 99,5%    |
| цигани         | 37             | 0,5%     |
| угорці         | 1              | < 0,1%   |

Рідною мовою назвали:
| Мова      | Кількість осіб | Відсоток |
| --------- | -------------- | -------- |
| румунська | 7909           | 99,5%    |
| циганська | 37             | 0,5%     |
| угорська  | 2              | < 0,1%   |

Склад населення комуни за віросповіданням:
| Релігія            | Кількість осіб | Відсоток |
| ------------------ | -------------- | -------- |
| православні        | 7421           | 93,4%    |
| римо-католики      | 417            | 5,2%     |
| старообрядці       | 26             | 0,3%     |
| п'ятдесятники      | 23             | 0,3%     |
| адвентисти         | 10             | 0,1%     |
| реформати          | 1              | < 0,1%   |
| не вказали релігію | 1              | < 0,1%   |